# František Emmert

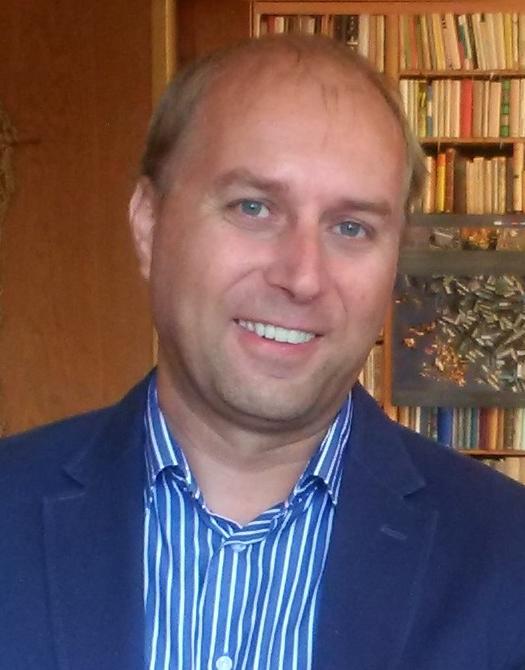
František Emmert (2016)

František Emmert (* 1974 in Brno) ist ein tschechischer Schriftsteller und Autor von Sachbüchern über moderne Geschichte.

## Biografie
Emmert wurde in der Familie des Komponisten und Professors an der Janáček Musikakademie Franz Gregor Emmert geboren. Die Familie des Vaters stammt aus der Stadt Weiden in Bayern, die Familie der Mutter aus Teplice in Böhmen. Die Vorfahren von Vaters Seite arbeiteten einige Generationen als Glaser auf der deutschen Seite des Böhmerwalds. Die Mutter entstammte einer Gewerbefamilie, in deren Besitz noch vor dem Jahr 1948 ein Familienbetrieb, eine Konditorei in Teplice, war.
Nachdem Frantisek Emmert das Gymnasium absolviert hatte, studierte er Geschichte und Religionswissenschaften an der Philosophischen Fakultät der Masaryk-Universität in Brno. Später (ab dem Jahr 2005) studierte er auch an den Juristischen Fakultäten in Brno. Im Jahr 2011 erwarb er den akademischen Grad eines Doktors der Rechte an der Juristischen Fakultät der Karls-Universität in Prag.
Zwischen 1992 und 2006 arbeitete er als Journalist, Publizist und Buchredakteur. Er war im Tschechischen Rundfunk, in den Tageszeitungen Rovnost, Právo und ZNnoviny/Slovo und dem Tschechischen Pressebüro tätig. In den Jahren 2009–2011 war er Pressesprecher des Obersten Verwaltungsgerichtes in Brno.
Dem Schreiben von Büchern widmet er sich seit 2001. Die ersten zwei belletristischen Werke erschienen 2003 und 2004. Er setzte sich jedoch erst mit Sachbüchern über moderne Geschichte durch. Im Jahr 2005 wurde im Verlag Vysehrad das erste Buch aus der Reihe der Sachliteratur Tschechen in der Wehrmacht herausgegeben, das in Kürze nachgedruckt wurde und die Aufmerksamkeit der Leser und Fachleute weckte.
Es folgten erzählende Publikationen – wie Museen im Buch – die eine Übersicht der Schlüsselereignisse des 20. Jahrhunderts, insbesondere der tschechischen Geschichte, darstellen. Diese Publikationen im großen Format unterscheiden sich von den klassischen Büchern durch überdurchschnittliche graphische Bearbeitung und Übersichtlichkeit der Texte. Sie enthalten viele Fotografien, selbstständig gedruckte Beilagen – Faksimiles aus Archivalien und DVDs mit zeitgenössischen Rundfunkaufnahmen. Sie dienen unter anderem als didaktische Mittel in Schulen. Bis zum Jahr 2012 bereitete Frantisek Emmert neun dieser Publikationen vor. Einige seiner Bücher wurden nachgedruckt, gewannen Preise oder wurden ins Englische (The Holocaust) übersetzt. Der Publikation Schicksalhafte Achten in unserer Geschichte wurde von der Schriftstellergemeinde im Jahr 2009 der E.-E.-Kisch-Hauptpreis verliehen.
Frantisek Emmert ist auch Autor weiterer Bücher einschließlich juristischer Fachliteratur, Mitautor des Lehrbuchs der Sozialwissenschaften für Fachschulen sowie Autor von Kommentaren und publizistischen Beiträgen in der Tagespresse und ebenfalls von Fachartikeln und Studien aus den Bereichen Historie, Jura und internationale Politik in Fachzeitschriften und Sammelbänden.
Als Fachberater beteiligte er sich an der Vorbereitung des tschechischen historischen Films Lidice (2011).

## Bücher
Deutsch
- 2021 – Tschechen in der deutschen Wehrmacht. Totgeschwiegene Schicksale. Morstadt. 324 Seiten.

Niederländisch
- 2020 – Het Oostfront. REBO.
- 2019 – De Wehrmacht. REBO.
- 2019 – De Holocaust. REBO.

Englisch
- 2007 –  Holocaust. Die Publikation aus der Reihe Museen im Buch.
- 2006 – Das Feuer vergessener Götter. Abenteuerlicher Roman. USA.

Slowakisch
- 2019 – Samtene Revolution. Der Weg in die Freiheit. 268 Seiten.
- 2018 – Durchbruch "osmičky" 1918-1938-1948-1968. 252 Seiten.
- 2007 – Der Zweite Weltkrieg. Tschechen und Slowaken. Museum im Buch.
- 2003 – Mach das Abitur! in Sozialwissenschaften. Lehrbuch für Fachschulen.

Tschechisch
- 2021 – Havel.
- 2020 – US Army in der Tschechoslowakei (1944-1945).
- 2019 – Moderne tschechische Geschichte. 296 Seiten. Fachmonographie.
- 2019 – Samtene Revolution. Der Weg in die Freiheit. 268 Seiten.
- 2018 – Tschechoslowakische Legionen in Russland.
- 2018 – Durchbruch "osmičky" 1918-1938-1948-1968.
- 2018 – Geburt der Republik: Nationale Revolution 1918.
- 2017 – Wehrmacht. Dienst eines deutschen Soldaten.
- 2017 – Tomáš Garrigue Masaryk: Der Denker und der Präsident.
- 2016 – Zikmund und Hanzelka. Mit Tatra auf der ganzen Welt.
- 2016 – Deutsche Besetzung der tschechischen Länder.
- 2016 – Staatsangehörigkeiten in der Tschechischen Republik in Vergangenheit und Gegenwart. Fachmonographie. Juristische Literatur (Rechtsgeschichte/Verfassungsrecht).
- 2015 – Tschechoslowakische Widerstand im Zweiten Weltkrieg.
- 2015 – Mobilisierung 1938: Wir wollten uns verteidigen!
- 2014 – Tschechoslowakische Legionäre während des Ersten Weltkriegs.
- 2014 – TGM. (2nd ed. 2020)
- 2013 – Ostfront.
- 2012 – Leitfaden durch die tschechische Geschichte des 20. Jahrhunderts. 320 Seiten, 250 Bilder. Fachmonographie. (2nd ed. 2019)
- 2012 – Václav Havel 1936-2011. Museum im Buch.
- 2012 – Tschechoslowakische Auslandswiderstand im Zweiten Weltkrieg im Westen. Museum im Buch.
- 2011 – Tschechische Republik und doppelte Staatsangehörigkeiten. Fachmonographie. Juristische Literatur (Rechtsgeschichte/Verfassungsrecht). (2nd ed. 2014)
- 2009 – Samtene Revolution. Chronik des Falls des Kommunismus 1989. Museum im Buch.
- 2008 – Schicksalhafte Achten in unserer Geschichte. Bestseller unter den Museen im Buch. Das Buch gewann den E.-E.-Kisch-Preis für das Jahr 2009.
- 2008 – 1918 Entstehung der Tschechoslowakischen Republik. Museum im Buch.
- 2008 – Attentat auf Heydrich. Museum im Buch. (2nd ed. 2016)
- 2008 – Tschechen bei Tobruk. (2nd ed. 2013)
- 2007 – Das Jahr 1968 in der Tschechoslowakei. Museum im Buch. (2nd ed. 2017)
- 2007 – Der Zweite Weltkrieg. Tschechen und Slowaken. Museum im Buch.
- 2006 – Holocaust. (2nd ed. 2018)
- 2005 – Tschechen in der Wehrmacht. (2nd ed. 2012, 3rd ed. 2018)
- 2004 – Millennium falscher Propheten. Abenteuerliche Novelle.
- 2003 – Mach das Abitur! in Sozialwissenschaften. Lehrbuch für Fachschulen.
- 2003 – Das Feuer vergessener Götter. Abenteuerlicher Roman. (2nd ed. 2013)

## Auszeichnungen
- 2009 – E.-E.-Kisch-Hauptpreis verliehen von der Schriftstellergemeinde für das Buch Schicksalhafte Achten in unserer Geschichte.
- 2010 – E.-E.-Kisch-Preis verliehen von der Schriftstellergemeinde für das Buch Samtene Revolution.
- 2008 – Preis der 18. Herbstbuchmesse in Havlíčkův Brod für das Buch Der Zweite Weltkrieg. Tschechen und Slowaken.
- 2007 – Preis der 17. Herbstbuchmesse in Havlíčkův Brod für das Buch Holocaust.